# Ľubochnianska dolina

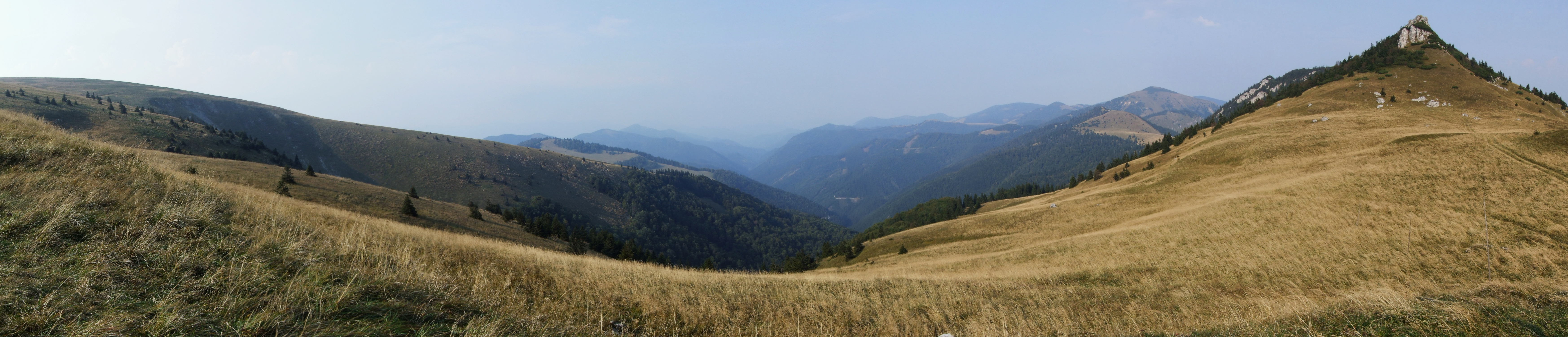
Ľubochnianska dolina – widok z sedla Ploskej

Ľubochnianska dolina – dolina w grupie górskiej Wielkiej Fatry w Karpatach Zachodnich na Słowacji.
Jest najdłuższą doliną, leżącą całkowicie w obrębie Wielkiej Fatry. Jej długość wynosi ok. 25 km. Zaczyna się na północnych stokach sedla Ploskej i północno-wschodnich stokach szczytu Ploská. Ciągnie się w kierunku północnym, by tuż przed miejscowością Ľubochňa skręcić ku północnemu wschodowi i ujść do doliny Wagu. Na całej swej długości rozdziela obie główne odnogi grupy górskiej Wielkiej Fatry: wschodnią (zwaną „liptowską”) i zachodnią (zwaną „turczańską”). Z obu stron uchodzi do niej szereg krótkich dolin bocznych. Dolina przecina szereg różnych formacji geologicznych, budujących Wielką Fatrę, co wpływa na zróżnicowanie jej ukształtowania i roślinności. Doliną spływa potok Ľubochnianka. Środkową i górną część doliny, powyżej linii spadku Przełęczy Lubochniańskiej, obejmuje Park Narodowy Niżne Tatry.
Do 1965 r. wiodła doliną leśna kolej wąskotorowa, której odnogi sięgały również do niektórych dolin bocznych. Była to kolej elektryczna, zasilana przez elektrownię wodną na potoku Ľubochnianka w dolnej części doliny. Kolej została zlikwidowana po 1965 roku, ale elektrownia na potoku istnieje nadal, mimo że straciła swoje znaczenie. W osi kolei wybudowano asfaltową drogę doprowadzająca aż po kraniec doliny zwany Močidlo. Droga ta jest jednak dostępna dla pojazdów samochodowych jedynie na odcinku ok. 5 km, po lokalny ośrodek narciarski zwany Vyšné Krátke. Całą dolinę można natomiast przejechać rowerem. Dla turystów pieszych znakowany szlak turystyczny wiodący dnem doliny zaczyna się dopiero w górnej części doliny przy leśniczówce Blatná (Blatná, horareň). Od głównej drogi biegnącej dnem doliny wychodzi jednak kilka innych szlaków turystycznych.

## Szlaki turystyczne
Blatná, horareň –  Ľubochnianska dolina –  Močidlo – Sedlo pod Čiernym kameňom – dolina Malá Turecká – Liptovské Revúce (Stredná Revúca).
   Blatná, horareň – Blatná dolina – Malá Smrekovica. Suma podejść 730 m, odległość 6,3 km, czas przejścia 2,25 h, ↓ 1,45 h
  Rakova – Kľak. Suma podejść 834 m, odległość 3,8 km, czas przejścia 2,55 h, ↓ 1,55 h
  Močidlo, rázcestie – dolina Močidlo – Chata pod Borišovom. Suma podejść 425 m, odległość 3,6 km, czas przejścia 1,35 h, ↓ 1 h
Od wylotu doliny we wsi Ľubochňa do leśniczówki Blatná (Blatná horareň) jest 14,8 km, suma podejść 260 m, czas przejścia 3,40 h.